# Ditfurt
Ditfurt é um município da Alemanha, situado no distrito de Harz, no estado de Saxônia-Anhalt. Tem 23,72 km² de área, e sua população em 2019 foi estimada em 1.480 habitantes.